# النصر التونسي

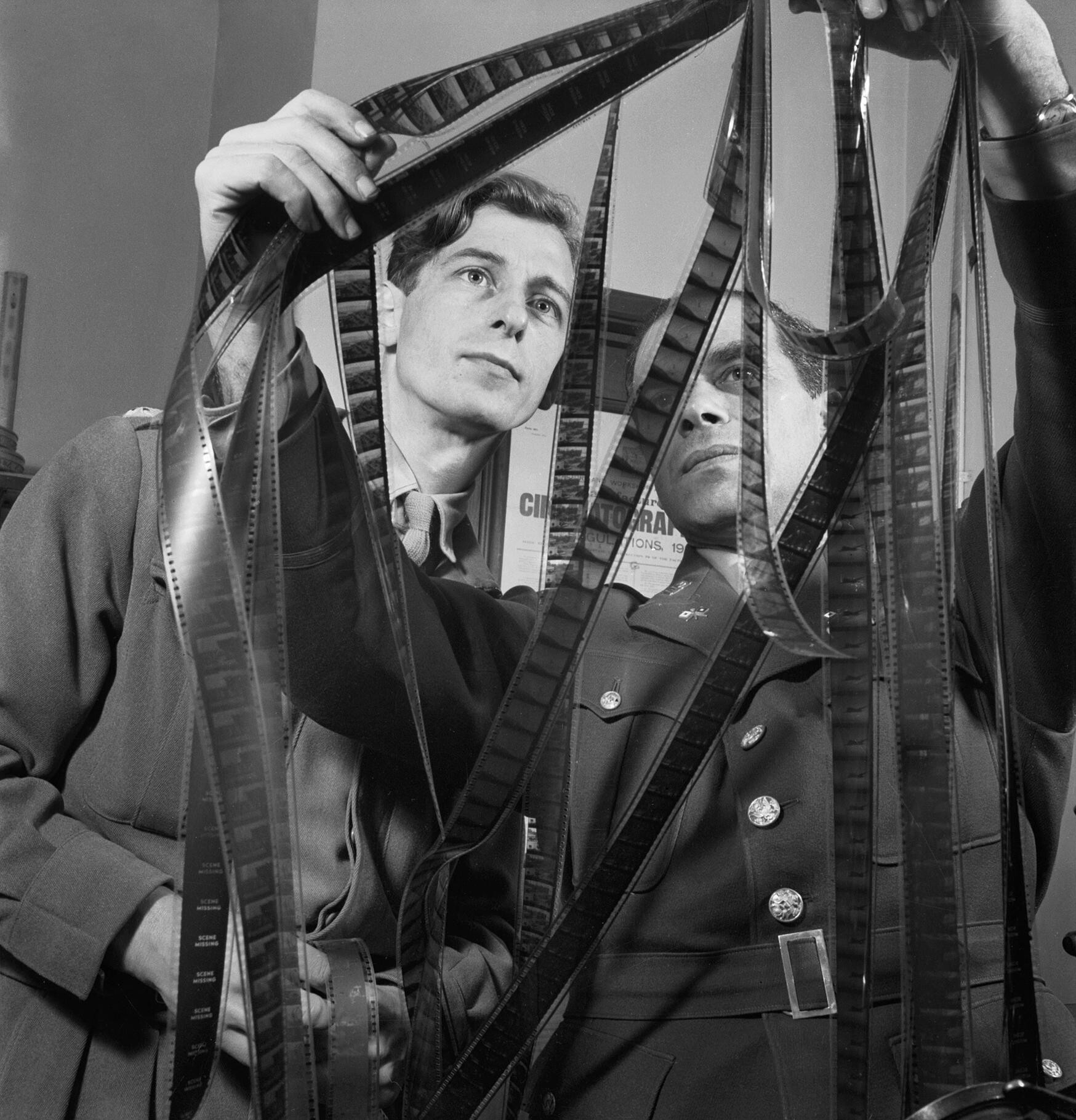
الكولونيل فرانك كابرا (يمين) من الجيش الأمريكي يتعاون مع الكابتن روي بولتينج من وحدة الأفلام بالجيش البريطاني على تحرير فيلم "النصر التونسي" في فبراير 1944.

النصر التونسي هو فيلم دعائي إنجليزي أمريكي عام 1944 عن الانتصارات في حملة تونس.
يتتبع الفيلم كلا الجيشين من التخطيط لعملية الشعلة وعملية أكروبات (التي ألغيت الأخيرة) ، إلى تحرير تونس. يتخلل الفيلم الوثائقي الأصوات السردية للجنود الأمريكيين والبريطانيين المفترضين (التي عبر عنها بيرجس ميريديث وبرنارد مايلز على التوالي) ، حيث يسردون تجربتهم في الحملة. تحدث مايلز ومريديث ، اللذان يلعبان أدوار الجنود ، بشكل منفصل حتى نهاية الفيلم عندما يتحاوران ، ويتفقان على التعاون بعد نهاية الحرب ، ويخلقان مع دول الحلفاء الأخرى حالة ما بعد أكثر عدلاً وسلميةً- أمر حرب.
كان الهدف من الفيلم متابعة الفيلم الوثائقي البريطاني الناجح نصر الصحراء (1943). ==المراجع ==
1. ↑  مذكور في: قاعدة بيانات الأفلام على الإنترنت. مُعرِّف قاعدة بيانات الأفلام على الإنترنت (IMDb): tt0037404. لغة العمل أو لغة الاسم: الإنجليزية.
2. 1 2 3 4  مذكور في: قاعدة بيانات الأفلام التشيكية السلوفاكية. لغة العمل أو لغة الاسم: التشيكية. تاريخ النشر: 2001.